# SOCIMI AR-832
Socimi AR-832 je útočná puška italského původu z 80. let 20. století, vyvinutá společností Societa Costruzioni Industriali Milano (SOCIMI). Zbraň používá střelivo 7,62 x 51 mm NATO se zásobníkem BM59 s kapacitou 20 nábojů.
Pušky Socimi série AR byly vyrobeny v malém množství, když se italské speciální jednotky, námořnictvo a další jednotky rozhodly pro náhradu zbraně Beretta AR-70. Socimi představila dvě útočné pušky: AR-832/FS a AR-870. Ani jedna z nich nakonec nebyla vybrána a italské speciální jednotky se vrátily k Beretě AR-70/90.

## Přehled
AR-832/FS byla označena jako příliš těžká na útočnou pušku, což mělo ale také efekt na zpětný ráz a zdvih hlavně. Nově má také speciální regulátor plynu, díky čemuž je možné střílet puškové granáty i s normální municí, což jde jinak pouze s balistickými kazetami. Je to také jednoduchá zbraň na rozebrání a údržbu a je velmi tolerantní ke špíně a poškození.
Socimi stáhla zbraň z trhu po několika letech.